# Frente Democrático Revolucionario
  
El Frente Democrático Revolucionario fue una coalición política de El Salvador, formada por las fuerzas de izquierda democrática, el 18 de abril de 1980 y que en 1988 dio origen al partido Convergencia Democrática. El FDR se posicionó como uno de los frentes políticos más grandes e importantes durante la guerra civil de El Salvador. 

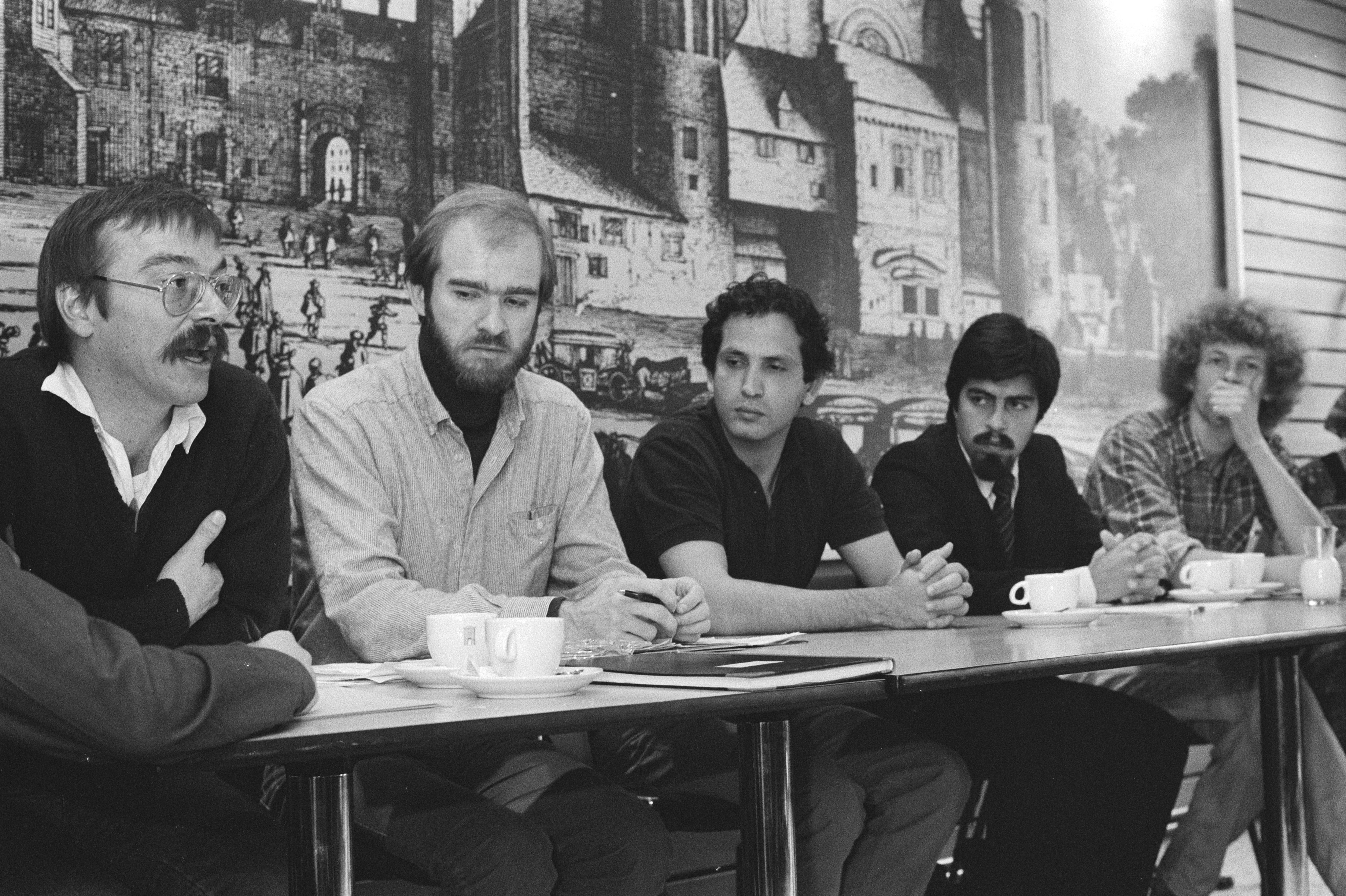
De izquierda a derecha, Hans Langenberg (Secretario Europeo de Solidaridad con Nicaragua), David Funckhausen (Comité de Solidaridad de EE. UU.), Ravael Guerra (DRI/FSLN Nicaragua), Miquel Bonia (FDR/FMLN-El Salvador) y Guus Watel (Comité de Guatemala) 29 de octubre de 1981 (Holanda del Sur).

## Coordinadora Revolucionaria de Masas
El 11 de enero de 1980 se constituyó la Coordinadora Revolucionaria de Masas, CRM, integrada por las organizaciones de masas:
- Bloque Popular Revolucionario (BPR) de las FPL.
- Frente de Acción Popular Unificado (FAPU) de la RN.
- Unión Democrática Nacionalista (UDN) del PCS.
- Ligas Populares 28 de Febrero (LP-28) del ERP.

En mayo de 1980 se incorporó la organización de masas Movimiento de Liberación Popular (MLP) del PRTC, quedando así integrada la CRM por todas las organizaciones populares de la izquierda revolucionaria salvadoreña. La CRM sería el principal antecedente del FDR.

## Frente Democrático Salvadoreño
En los comienzos de marzo de 1980, se constituyó el Frente Democrático Salvadoreño, FDS, integrada por las organizaciones: Movimiento independiente de profesionales y técnicos de El Salvador (MIPTES), y los partidos políticos Movimiento Popular Social Cristiano (MPSC), un desprendimiento del Partido Demócrata Cristiano y por Movimiento Nacional Revolucionario. El principal órgano de difusión del FDR fue "El Salvador Libre". 

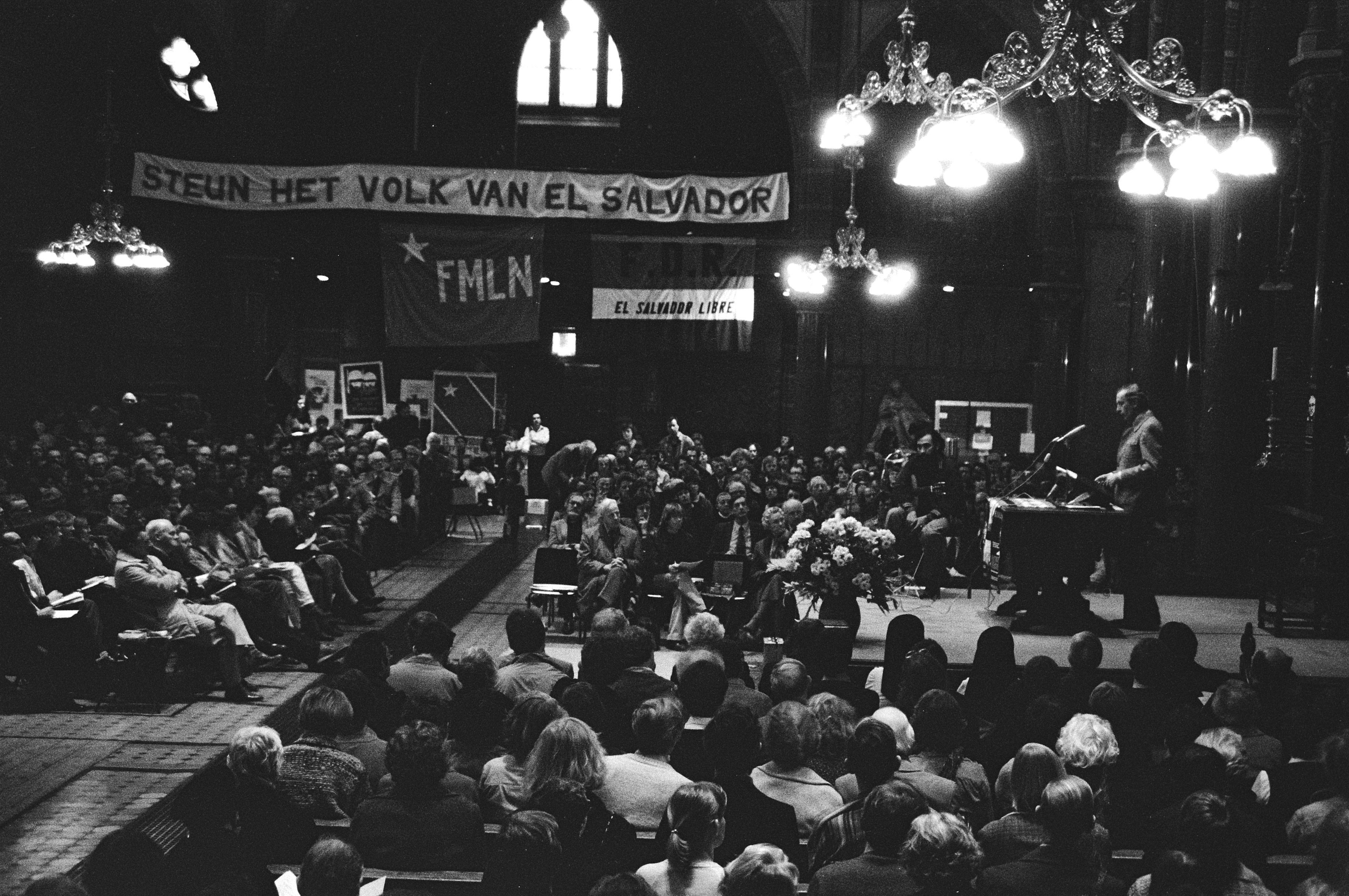
Conmemoración en la Iglesia de Santo Domingo de Ámsterdam a Conmemoración del Martirio de Mons. Romero; Al fondo una bandera del F.R.D.

## Historia

### Ataques e intimidación
El Frente Democrático Revolucionario, FDR, se constituyó en abril de 1980 con la participación de la Coordinadora Revolucionaria de Masas (CRM), y el Frente Democrático Salvadoreño (FDS).
El 27 de noviembre de 1980 los principales dirigentes del FDR  iban a reunirse en las inmediaciones del Colegio Externado San José. Los secuestrados fueron Enrique Álvarez Córdova (MIPTES), Presidente del FDR; Juan Chacón (BPR); Manuel Franco (UDN); Humberto Mendoza (MLP); Enrique Barrera (MNR) fueron secuestrados en San Salvador y asesinados por un Escuadrón de la Muerte, fueron secuestrados, torturados y posteriormente. El FDR se pronunció por esta masacre, fortaleciendo la unidad de la organización.
Luego de estos asesinatos la dirección del FDR fue asumida por Guillermo Manuel Ungo (MNR) y Rubén Zamora (MPSC). Bajo su dirección, el FDR, colaboró activamente con el FMLN convirtiéndose en el encargado de las relaciones diplomáticas de la guerrilla salvadoreña. El FDR se seguiría movilizando a favor de las víctimas de las masacres durante la guerra civil.
En 1988 las organizaciones que constituían el FDR conformaron el partido político Convergencia Democrática y se reincorporaron a la vida política legal de El Salvador.
En 2006, un grupo de disidentes del FMLN fundaron el partido Frente Democrático Revolucionario que tomó el nombre y bandera del FDR histórico.